# 左江
左江（さこう、拼音: Zuǒjiāng、ベトナム語: Tả Giang）は、ベトナム北部から中国南部の広西チワン族自治区西部へ流れる川であり、珠江水系の鬱江の大きな支流である。ベトナムのクアンニン省に発し、広西チワン族自治区南寧市で鬱江の右岸から合流する。長さは591キロメートル（うち中国領内の長さ342キロメートル）、平均比降は0.34‰、流域面積は32,379平方キロメートル（うち中国領内の流域面積は20,786平方キロメートル）、年平均流量は476.7億立方メートル。

## 流路

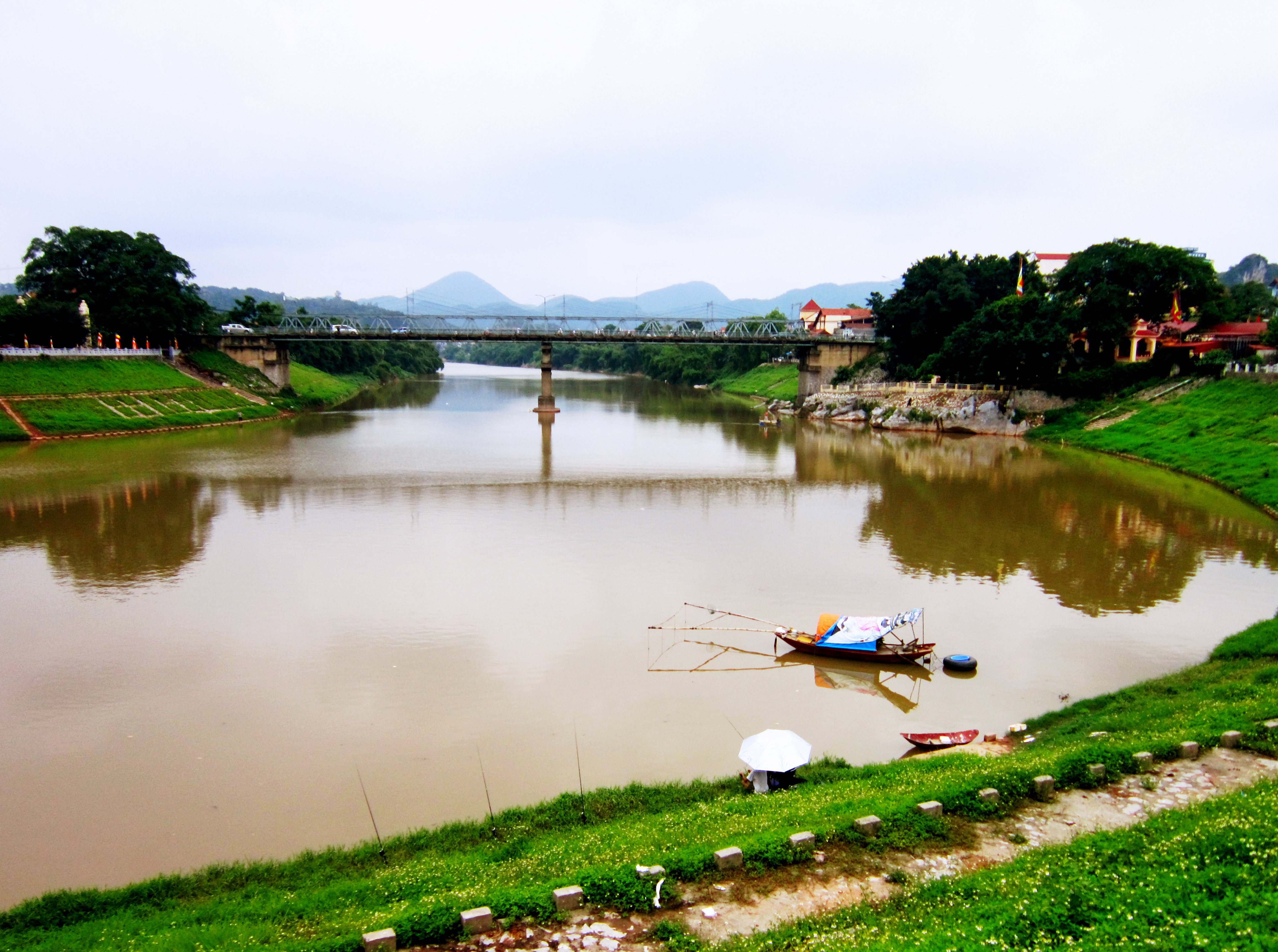
ランソンを流れるキークン川

上流ではキークン川（ベトナム語: Sông Kỳ Cùng、淇窮江）と呼ばれる。クアンニン省ビンリエウ県北部のバクサー山（Bắc Xa、北車山）に発し、ランソン省ディンラップ県からランソン市へとランソン省内を北西方向に流れる。チャンディン県タトケ（Thất Khê、七溪）の南で東方向に向きを変え、広西チワン族自治区憑祥市平而で中国領内に入り、ここからは中国語で平而河と呼ばれるようになる。
龍州県で、広西チワン族自治区に発しベトナム北東部カオバン省を東南へ流れる水口河（ベトナム領内ではバンザン川 Sông Bằng Giang あるいはバン川 Sông Bằng と呼ばれる）と合流し、左江と名を変える。
龍州県・崇左市・扶綏県と東に流れ、南寧市江南区の江西鎮同江村三江坡で右江に合流する。右江は左江合流後に鬱江と名を変える。

## 流域概況
主な支流は以下の通りである。

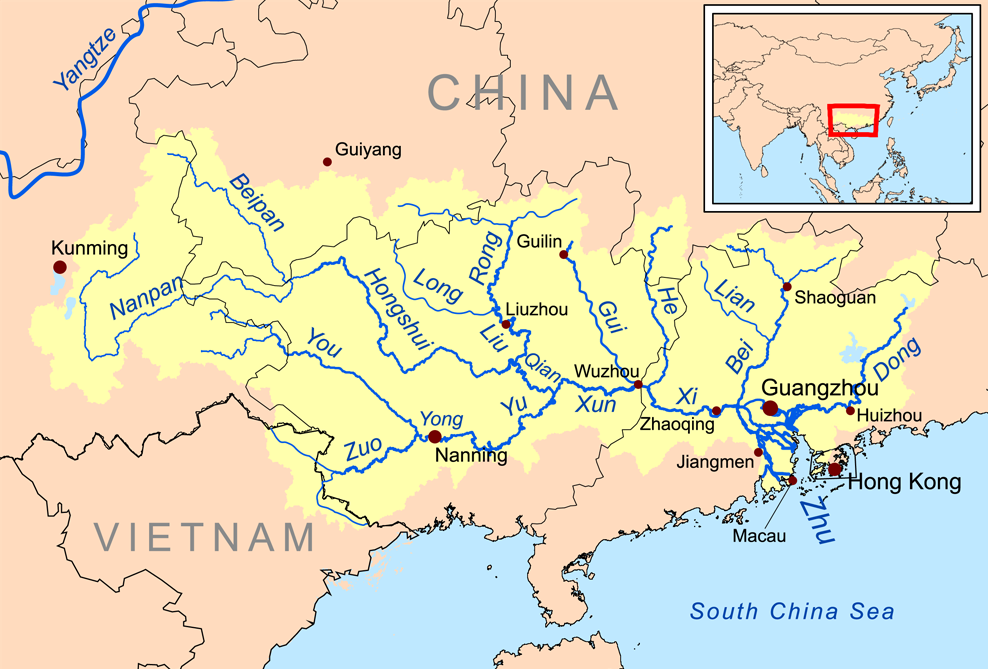
珠江流域図。雲南省から流れる右江（You）と、ベトナムから流れる左江（Zuo）が合流し、鬱江（Yu）となっている

- 左支流 - 燕拉河、水口河（中国語版）、黒水河、峪陽河、馱盧河
- 右支流 - 明江（中国語版）、客蘭河、汪荘河、双俠河

ベトナム領内にはバクザン川（Bắc Giang、北江）やバクケー川（Bắc Khê、北渓）といった大きな支流がある。
左江流域は東経107°22′から108°07′、北緯21°38′～22°05′にかけて広がり、中国・広西チワン族自治区の5個の地級市と13の県・市にまたがる。広西チワン族自治区内には左江に合流する地下河川が56本あり、4,865平方キロメートルの範囲から水を補給する。
左江流域は北回帰線以南にあり、気候は亜熱帯モンスーン気候に属する。熱帯低気圧の影響が大きく、年平均降水量は1,370.6ミリメートルになる。
流域は古来から中国とベトナムを結ぶ経路であり、現在も道路・鉄道が左江沿いのランソン市・憑祥市・南寧市を通って伸びる。
龍州県・崇左市・扶綏県にかけての左江両岸のカルスト地形の切り立った断崖には、紀元前5世紀から後2世紀のものとみられる赤色の岩絵が描かれており、左江花山の岩絵の文化的景観として世界遺産に登録されている。